# George Browell
George Browell (21 tháng 11 năm 1884 – 1951) là một cầu thủ bóng đá người Anh thi đấu ở vị trí wing half.